# Catedral de Idanha-a-Velha
La Antigua Catedral de Idanha-a-Velha o simplemente Catedral de Idanha-a-Velha (en portugués: Catedral de Idanha-a-Velha) es la antigua catedral del obispado de Egitania hoy en la Unión de las parroquias de Monsanto y Idanha-a-Velha, en el municipio de Idanha-a-Nova.

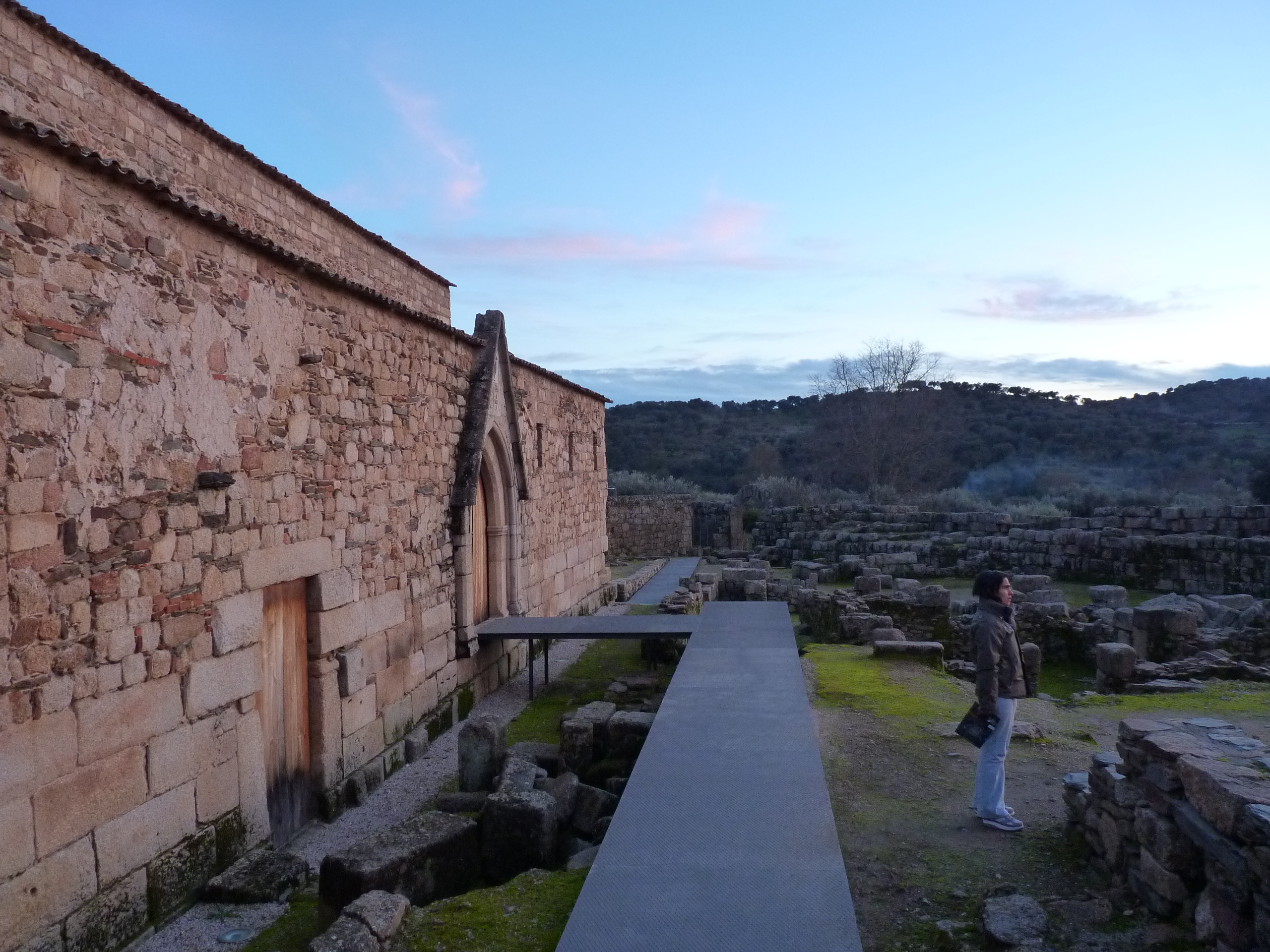
Vista de los alrededores

Después de la creación del obispado de Egitania (bispado da Egitânia) en el siglo IV, la basílica se inició hacia el año 585. Durante la invasión musulmana de la península ibérica fue convertida en una mezquita, para volver a la iglesia católica con la Reconquista, siendo donada a los templarios.
Dejó de tener la función de culto en el siglo XIX y en la actualidad es un museo.